# Kurupi
Kurupi (podle stejnojmenného božstva kmene Guaraní) byl rod abelisauridního teropoda, žijícího v období nejpozdnější křídy (geologický věk maastricht, asi před 70 až 66 miliony let) na území dnešní Brazílie (geologické souvrství Marília).

## Objev a popis
Formálně byl typový druh Kurupi itaata popsán v září roku 2021.
Typový exemplář s označením MPMA 27-0001/02 má podobu tří ocasních obratlů a části pánevního pletence. Patřil středně velkému abelisauridovi o délce asi 5 metrů. Jednalo se o lehce stavěného a rychle běhajícího dravce. Přesnější zařazení tohoto taxonu mezi abelisauridy zatím neznáme, výsledek fylogenetické analýzy nebyl v tomto směru dostatečně konkrétní.